# Ernst Morell
Ernst Johan Morell, född 1 mars 1833 i Stockholm, död där 13 augusti 1911, var en svensk veterinär och högskolelärare. Han var far till Lotten Morell.
Ernst Morell var son till gördelmakaråldermannen Sven Olof Morell. Han blev student vid Uppsala universitet 1851 och 1852 elev vid Veterinärinrättningen i Stockholm samt avlade veterinärexamen 1855. Morell antogs 1855 till veterinär i Hedemora distrikt. År 1864 gjorde han med statsunderstöd en studieresa till Frankrike, Belgien och Nederländerna. Morell kallades 1866 tillträda en extra lärartjänst vid Veterinärinstitutets nyinrättade ambulatoriska klinik. Tjänsten ändrades 1868 till en professur i husdjursskötsellära och veterinärrättsvetenskap, med vilken professur chefskapet för den ambulatoriska kliniken var förenat. Under flera kortare perioder var Morell veterinärinstitutets föreståndare. Han avgick 1898. Morell hade ett stort inflytande över veterinärernas praktiska utbildning under 1870–1890-talen. Han publicerade ett flertal uppsatser i fackpressen. Morell deltog 1875 i grundandet av Svenska allmänna djurskyddsföreningen, tillhörde dess styrelse i många år och erhöll dess stora medalj. År 1906 blev han hedersledamot av Svenska veterinärläkareföreningen. Morell är begraven på Norra begravningsplatsen utanför Stockholm.